# Duyure (ort)
Duyure är en ort i Honduras.   Den ligger i departementet Choluteca, i den södra delen av landet, 70 km sydost om huvudstaden Tegucigalpa. Duyure ligger 753 meter över havet och antalet invånare är 1 164.
Terrängen runt Duyure är lite bergig. Runt Duyure är det ganska tätbefolkat, med 75 invånare per kvadratkilometer. Närmaste större samhälle är San Lucas, 18,2 km nordväst om Duyure.  